# 考文垂 (纽约州)
考文垂（英語：Coventry）是美國紐約州希南戈郡的一個鎮。2010年人口普查人數為1,655人。它得名於來自新英格蘭的開拓者康乃狄克州已開闢的城鎮「考文垂」。考文垂位於希南戈郡的南邊和賓漢頓市的東北方。

## 歷史
1785年前後，最初的居民到達現在的考文垂村附近定居。1806年，考文垂鎮從格林鎮獨立出來。1843年，格林鎮和牛津鎮的部分區域切割給考文垂，考文垂鎮轄面積擴大。
考文垂剛開闢的時候，因為土地貧乏限制農業的發展，但反而促進放牧業的興盛。在那個時期，光鎮裡就有五間奶油起司工廠。
位於該鎮的4號學校被收錄進國家史蹟名錄中。

## 地理

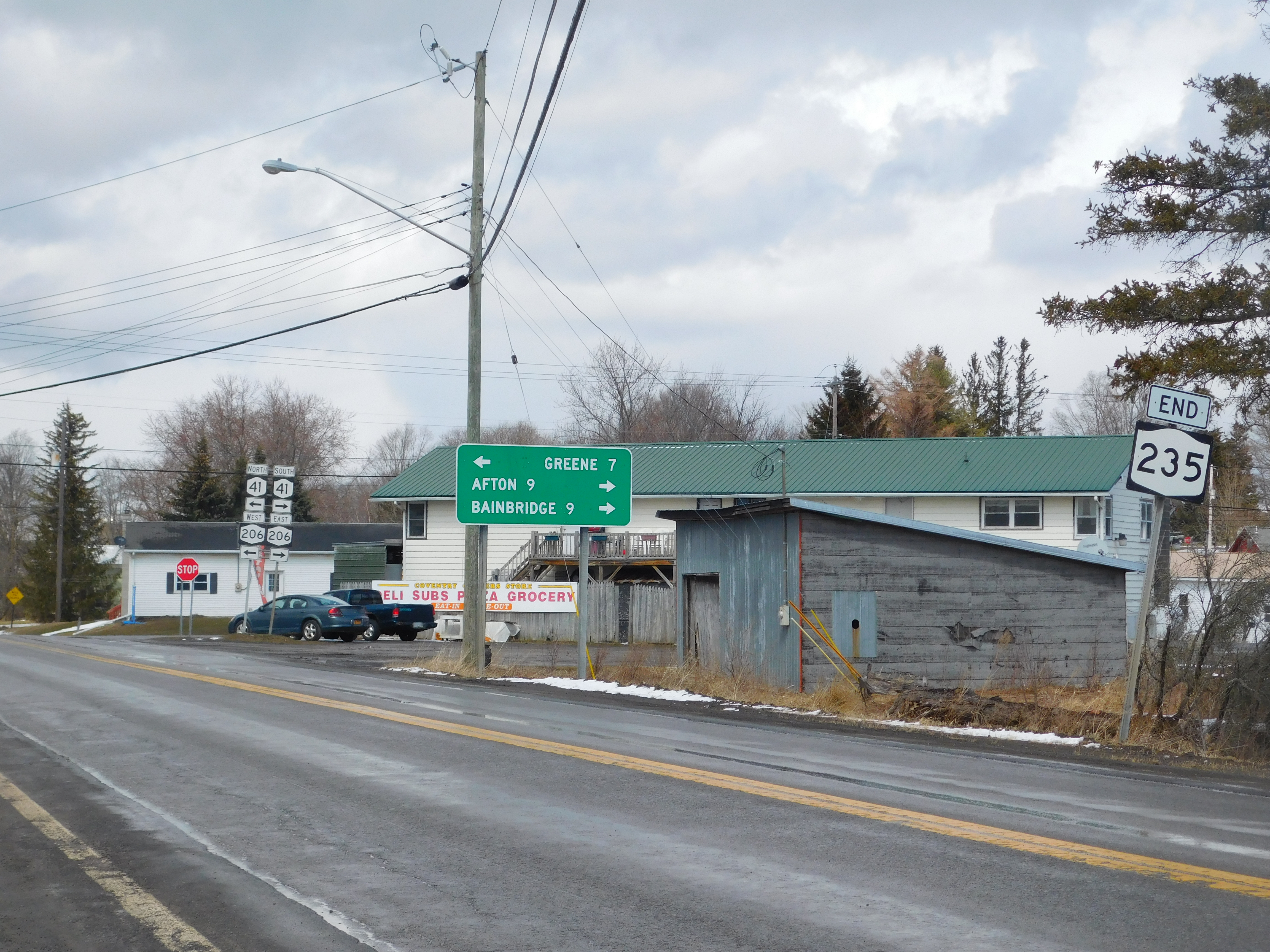
235號州級公路通過考文垂

依據美國普查局2010年普查，考文垂總面積共126.6平方公里，其中126.1平方公里是陸地，0.4平方公里是水域（占總面積0.34%）。
該鎮南方與布魯姆郡相隔。
共線道路紐約州41號州級公路和紐約州206號州級公路與南北向公路紐約州235號州級公路在考文垂村（英語：Coventry village）交會。

## 人口
| 调查年               | 人口  | 备注  | %±     |
| -------------------- | ----- | ----- | ------ |
| 1820                 | 1,431 |       | —      |
| 1830                 | 1,576 |       | 10.1%  |
| 1840                 | 1,681 |       | 6.7%   |
| 1850                 | 1,677 |       | −0.2%  |
| 1860                 | 1,671 |       | −0.4%  |
| 1870                 | 1,490 |       | −10.8% |
| 1880                 | 1,317 |       | −11.6% |
| 1890                 | 1,166 |       | −11.5% |
| 1900                 | 987   |       | −15.4% |
| 1910                 | 764   |       | −22.6% |
| 1920                 | 733   |       | −4.1%  |
| 1930                 | 780   |       | 6.4%   |
| 1940                 | 722   |       | −7.4%  |
| 1950                 | 796   |       | 10.2%  |
| 1960                 | 859   |       | 7.9%   |
| 1970                 | 974   |       | 13.4%  |
| 1980                 | 1,271 |       | 30.5%  |
| 1990                 | 1,517 |       | 19.4%  |
| 2000                 | 1,589 |       | 4.7%   |
| 2010                 | 1,655 |       | 4.2%   |
| 2019年估计           | 1,565 | [ 2 ] | −5.4%  |
| 美國每十年的人口普查 |       |       |        |

依據美國2000人口普查，考文垂鎮有1,589人，577個家戶，428個家庭。人口密度為每平方公里32.6人。總計有757間房屋，房屋密度為每平方公里6棟。人口組成為99.06%白人、0.25%非裔美國人、0.19%原住民、0.06%亞裔、其他人種占0.44%。總人口0.94%有拉丁血統。
考文垂有577個家戶，36.7%的家戶有18歲以下的小孩、62.0%為已婚伴侶、5.4%為女性獨住、25.8%為非婚無血緣關系家庭。全部的家戶居住者有19.8%為獨自居住，5.9%是由65歲以上獨自居住。家戶平均大小是2.75人，家庭平均大小是3.14人。
該鎮的人口平均分布在各年齡層：28.8%小於18歲、6.5%介於18－24歲、30.9%介於25－44歲、24.4%介於45－64歲、9.5%大於65歲。年齡中位數是36歲。人口性別比是105，未成年性別比則是104.3。
考文垂家戶收入中位數是35,769美元，家庭收入中位數是38,906美元。男性和女性的收入中位數依序是30,272美元和19,946美元。人均收入是14,807美元。該鎮約10.7%的家庭和14.9%的人口生活在貧困線下，其中18.4%的人口小於18歲，10.0%大於65歲。

## 著名人物
- 廢奴主義者威廉·古德爾（英语：William Goodell (abolitionist)）

## 下轄村鎮
- Blackesley Corner－位在30號郡級公路上，村的東南方，考文垂鎮的東南邊。
- Bowbell Hill－位在考文垂鎮的西南方，應區域內有小山坡而得名。它曾是一個村莊。
- 考文垂村－位於41號和235號州級公路交會處的村鎮。
- Coventryville－位在206號州級公路上，考文垂村的東邊。2004年該村的2號學校（英语：District School 2 (Coventry, New York)）被收錄進國家史蹟名錄中[4]。

## 姊妹城市
考文垂的友好城市有：
- 英國考文垂[7][8]

## 外部連結
- 考文垂鎮官方網站 （页面存档备份，存于）
- 紐約考文垂鎮早期歷史 （页面存档备份，存于）
- 考文垂簡介

42°18′57″N 75°38′19″W / 42.31583°N 75.63861°W